# Češnjice v Tuhinju
Češnjice v Tuhinju – wieś w Słowenii, w gminie Kamnik. W 2018 roku liczyła 82 mieszkańców.